# شرايين سنعية راحية
شرايين سنعية راحية (بالإنجليزية: Palmar metacarpal arteries)‏‏ هو شريان يتفرعُ من قوس راحية عميقة.